# リジー・ボーデン (オペラ)
『リジー・ボーデン』 (Lizzie Borden) は、ジャック・ビーソン作曲のオペラで、ビーソンの代表作とされる。この作品は、実際にあったリジー・ボーデンの事件に取材したものである。
1965年に作曲され、1965年3月25日にアントン・コッポラ指揮、ニューヨーク・シティ・オペラによって初演された。英語のリブレット（台本）はリチャード・プラントのシナリオに基づいて、ケンウォード・エルムスリーが執筆した。全3幕とエピローグから成る。

## 登場人物
| 配役                                                                                     | 声域         | 初演時のキャスト 1965年3月25日 （指揮：アントン・コッポラ） |
| ---------------------------------------------------------------------------------------- | ------------ | ----------------------------------------------------------- |
| リジー・ボーデン Lizzie Borden                                                           | メゾソプラノ | ブレンダ・ルイス                                            |
| マーガレット・ボーデン - リジーの妹 Margret Borden                                       | ソプラノ     | アン・エルガー                                              |
| ジェイソン・マクファーラン大尉 - マーガレットが思いを寄せる人物 Captain Jason MacFarlane | バリトン     | リチャード・フレデリックス                                  |
| アビゲイル・ボーデン - リジーの継母 Abigail Borden                                       | ソプラノ     | エレン・ファウル                                            |
| アンドリュー・ボーデン - リジーの父 Andrew Borden                                        | バリトン     | ハーバート・ビーティー                                      |
| ハリントン師 Reverend Harrington                                                         | テノール     | リチャード・クローズ                                        |

## あらすじ
ドラマの筋書きは、マサチューセッツ州フォールリバーで、題名となっている主人公の女性が、継母と父を斧で殺害した有名な事件をドラマに仕立てたものである。しかし、ドラマ化に際して多分に劇的な演出が加えられている。

## 参考
- “Opera: New Music, Old Legend”. Time. (1965年4月2日) 2013年11月28日閲覧。
- Kozinn, Allan (1999年3月8日). “OPERA REVIEW; Deeper Look Into the Tale Of a Daughter And an Ax”. New York Times 2013年11月28日閲覧。